# رئيس وزراء دولة فلسطين
رئيس مجلس الوزراء في دولة فلسطين هو أهم منصب في مجلس الوزراء الفلسطيني التابع لـ«دولة فلسطين». وهو رئيس حكومة دولة فلسطين والمسؤول عن كل الوزراء المعينين في الحكومة.

## النشأة
تم إنشاء هذا المنصب منذ يناير 2013، عندما تم تحويل السلطة الوطنية الفلسطينية إسمياً ورسمياً إلى دولة فلسطين، وحل محل المنصب السابق للرئيس مجلس وزراء السلطة الوطنية الفلسطينية.[بحاجة لمصدر]

## التعيين
يتم تعيين رئيس الوزراء من قبل رئيس دولة فلسطين.

## قائمة رؤساء الوزراء (2013 - الآن)
| الرقم | صورة | الاسم (الولادة–الوفاة)    | مدة تقلد المنصب | مدة تقلد المنصب | الحزب                               | ملاحظات |
| ----- | ---- | ------------------------- | --------------- | --------------- | ----------------------------------- | --- |
| 1     |      | سلام فياض (1952 - )       | 6 يناير 2013    | 6 يونيو 2013    | الطريق الثالث                       | ترأس الحكومات الفلسطينية الثانية عشرة، الثالثة عشرة والرابعة عشرة.                                                                       |
| 2     |      | رامي الحمد الله (1958 - ) | 6 يونيو 2013    | 13 أبريل 2019   | حركة التحرير الوطني الفلسطيني «فتح» | ترأس الحكومات الفلسطينية الخامسة عشر، السادسة عشرة والسابعة عشرة.                                                                        |
| 4     |      | محمد اشتية (1958 - )      | 13 أبريل 2019   | 31 مارس 2024    | حركة التحرير الوطني الفلسطيني «فتح» | ترأس الحكومة الفلسطينية الثامنة عشرة، أعلن وضع إستقالته في 26 فبراير 2024، وكلفه رئيس السلطة الفلسطينية محمود عباس بتيسير أعمال الحكومة. |
| 3     |      | محمد مصطفى (1954 - )      | 31 مارس 2024    | حتى الآن        | مستقل                               | كلفه رئيس السلطة الفلسطينية محمود عباس في 14 مارس 2024 بتشكيل «الحكومة الفلسطينية التاسعة عشر».                                          |

## حرس رئيس وزراء دولة فلسطين
هو جهاز عسكري يتبع الحرس الرئاسي الفلسطيني، ويشرف على حماية رئيس الوزراء الفلسطيني وكانت أول كتيبة لرئاسة الوزراء مع بداية عام 2013 عندما تم تعيين سلام فياض رئيساً لوزراء دولة فلسطين.

### معرض الصور

## وصلات خارجية
- موقع رئاسة مجلس الوزراء الفلسطيني.